# Euphaedra alberici
Euphaedra alberici är en fjärilsart som beskrevs av Abel Dufrane 1945. Euphaedra alberici ingår i släktet Euphaedra och familjen praktfjärilar. Inga underarter finns listade i Catalogue of Life.